# Pagurocryptella paguri
Pagurocryptella paguri là một loài chân đều trong họ Bopyridae. Loài này được Bourdon miêu tả khoa học năm 1979.